# آمریکن اپارل
شرکت آمریکن اَپارِل (به انگلیسی: American Apparel Inc.) یک خرده‌فروش فقط-برخط و اپراتور سابق فروشگاه‌های خشت-و-ملات (یعنی فروشگاه‌هایی که وجود خارجی دارند) مستقر در لس آنجلس، کالیفرنیا است. این شرکت که توسط تاجر کانادایی داو چارنی در سال ۱۹۸۹ میلادی تأسیس شد، یک شرکت ادغام عمودی بود که به عنوان یکی از بزرگترین تولیدکنندگان و بازاریابان پوشاک در آمریکای شمالی رتبه‌بندی شد.
در ژانویۀ ۲۰۱۷ میلادی، آمریکن اپارل ۲۴۰۰ کارگر خود در کالیفرنیای جنوبی را اخراج کرد و روند تعطیلی کارخانه‌های شرکت و بستن ۱۱۰ فروشگاه خود را آغاز کرد. در همان ماه، شرکت فعال پوشاک گیلدن مالکیت معنوی و سایر دارایی‌های آمریکن اپارل را پس از اینکه این شرکت برای بار دوم در نوامبر ۲۰۱۶ میلادی اعلام ورشکستگی کرد، به مبلغ ۸۸ میلیون دلار در یک حراج ورشکستگی خریداری کرد.
از اواسط سال ۲۰۱۷ میلادی، آمریکن اپارل به‌عنوان یک خرده‌فروش فقط-برخط فعالیت می‌کند و خود را به‌ عنوان «ساخت اخلاقی—فاقد بیگارخانه» عرضه می‌کند و اکثر محصولات آن در سطح بین‌المللی ساخته می‌شوند. بیشتر پوشاک آن از کارخانه‌های آمریکای مرکزی، عمدتاً هندوراس و نیکاراگوئه تهیه می‌شود.